# Шенкенцелль
Шенкенцелль (нем. Schenkenzell) — община в Германии, в земле Баден-Вюртемберг. 
Подчиняется административному округу Фрайбург. Входит в состав района Ротвайль.  Население составляет 1778 человек (на 31 декабря 2010 года). Занимает площадь 42,14 км².
Коммуна подразделяется на 3 сельских округа.

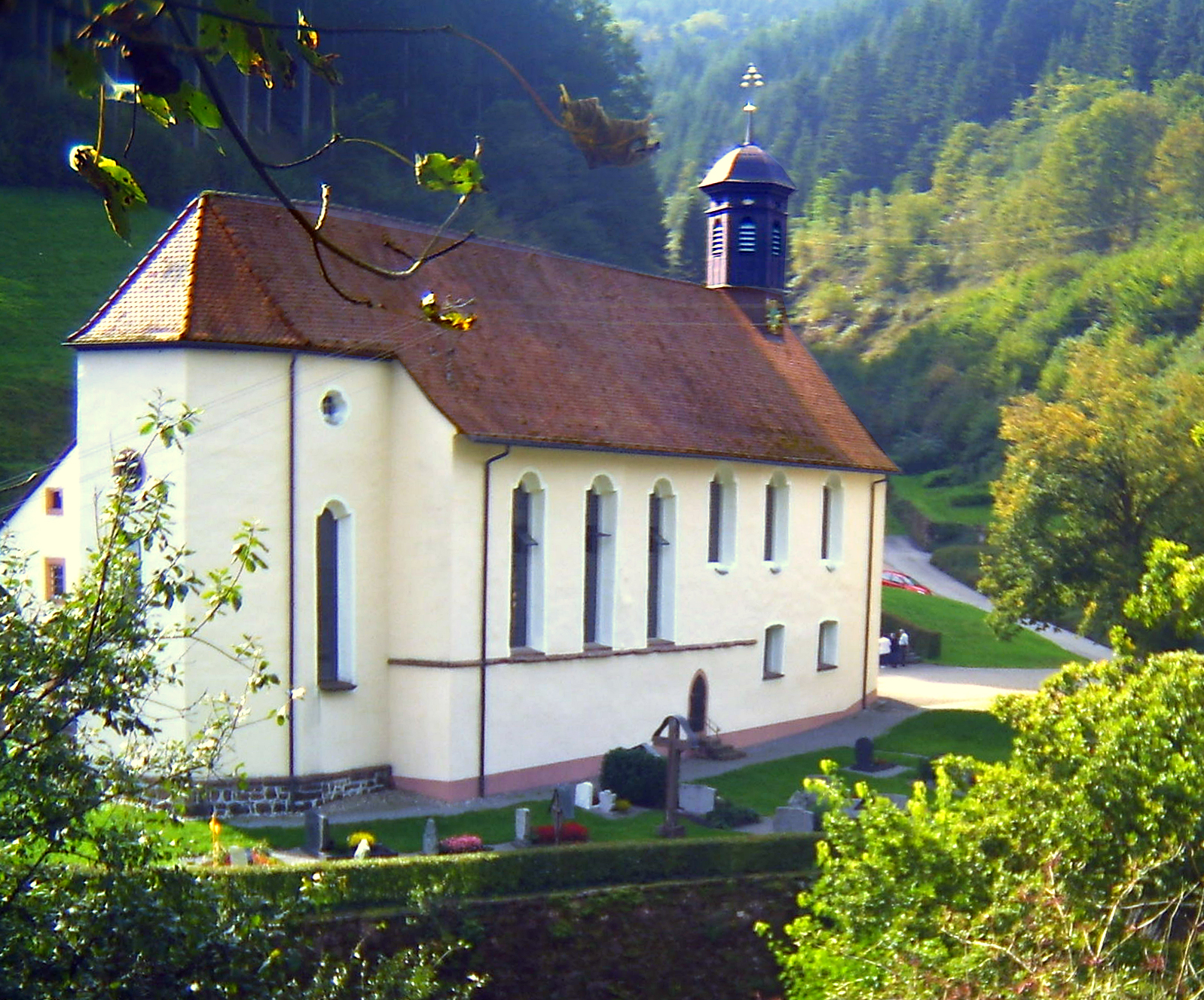
Монастырь